# Scoparia illota
Scoparia illota là một loài bướm đêm trong họ Crambidae.